# إقليم جونين
إقليم جونين (بالإنجليزية: Junín Region) هو أحد أقاليم بيرو، يتبع بيرو، عاصمته وانكاشو.

## الموقع
يشترك في الحدود مع:
- إقليم باسكو
- إقليم أياكوتشو
- إقليم هوانكافليكا
- إقليم قوسقو
- إقليم أوكايالي
- إقليم ليما.

## التقسيمات الإدارية
- Chanchamayo province [الإنجليزية]‏
- Chupaca province [الإنجليزية]‏
- Concepción province, Peru [الإنجليزية]‏
- Huancayo province [الإنجليزية]‏
- Jauja province [الإنجليزية]‏
- مقاطعة جونين
- Satipo province [الإنجليزية]‏
- Tarma province [الإنجليزية]‏
- Yauli province [الإنجليزية]‏.

## أعلام
- خوسيه لويس روجاس